# Myf Isaac
Myf Isaac (wł. Myfyr Isaac) – walijski muzyk, gitarzysta, aranżer i kompozytor. Najbardziej znany jest z krótkiej współpracy z zespołem Budgie w latach 1975–78. Wspomagał wtedy na scenie w niektórych utworach gitarzystę prowadzącego – Tony'ego Bourge'a. Po rozstaniu z Budgie działał głównie lokalnie w Walii, m.in. w telewizji jako producent programów. Rzadko wspomaga innych wykonawców, jednak nadal jest aktywny.